# Juan Fernando Rebolledo
Juan Fernando Rebolledo (Santander de Quilichao, Cauca, Colombia; 22 de febrero de 1974) es un exfutbolista colombiano. Jugaba como mediocampista.

## Clubes
| Club                   | País     | Año         |
| ---------------------- | -------- | ----------- |
| Atlético Huila         | Colombia | 1995 - 1996 |
| Independiente Medellín | Colombia | 1996 - 1999 |
| Deportes Quindío       | Colombia | 1999        |
| Deportivo Pasto        | Colombia | 2000 - 2001 |
| Deportivo Pereira      | Colombia | 2001 - 2004 |
| Deportivo Pasto        | Colombia | 2005 - 2009 |
| Atlético Huila         | Colombia | 2010 - 2011 |

## Palmarés

### Campeonatos nacionales
| Título          | Club            | País     | Año  |
| --------------- | --------------- | -------- | ---- |
| Torneo Apertura | Deportivo Pasto | Colombia | 2006 |